# Friedrich Winkelmann

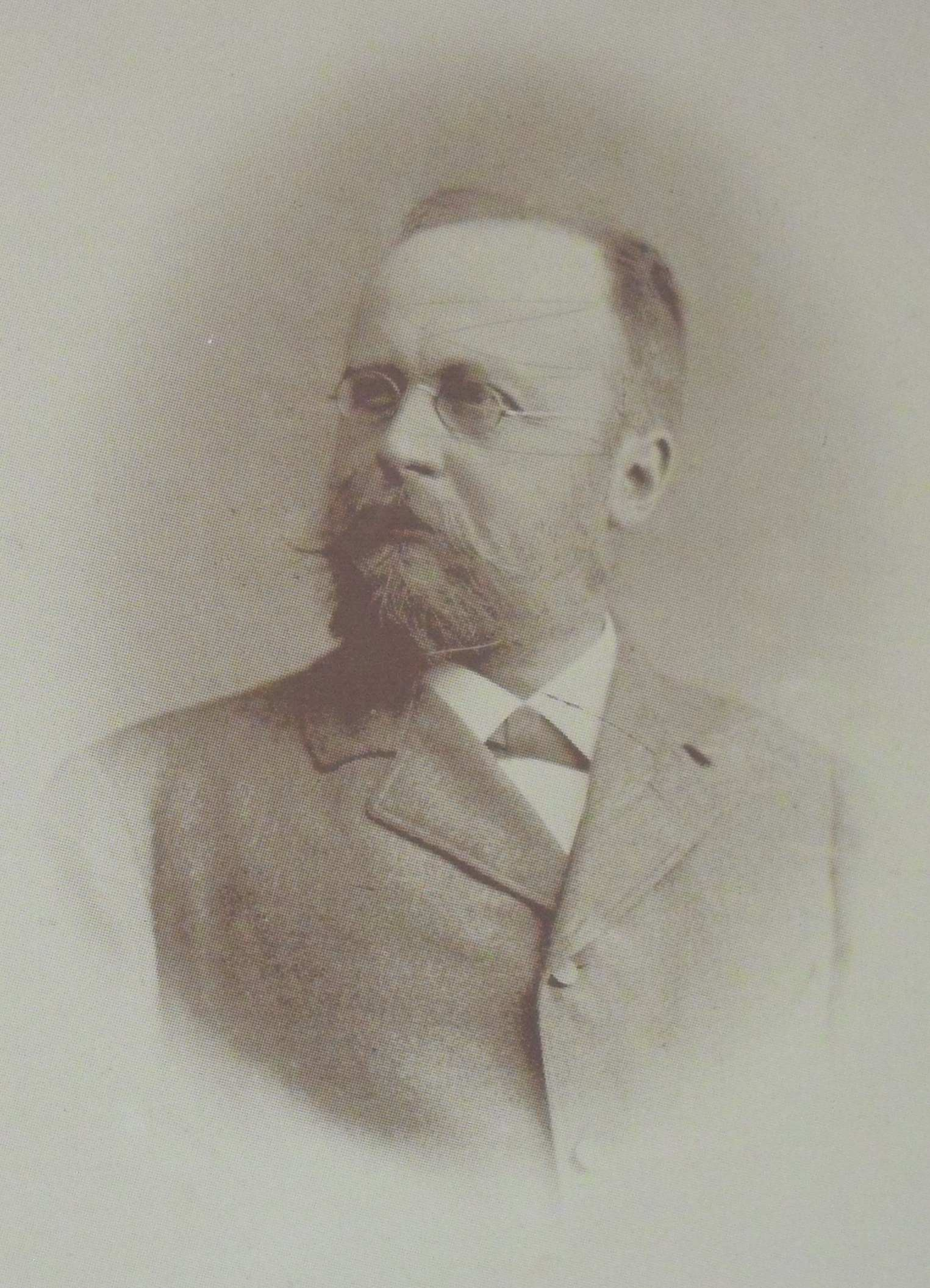
Friedrich Winkelmann auf einer Tafel im Eichstätter Museum für Ur- und Frühgeschichte

Friedrich Winkelmann (rechts) mit Karl Dörr (um 1900)

Friedrich Theodor Wilhelm Winkelmann (* 24. Dezember 1852 in Öhringen; † 22. Juni 1934 in Eichstätt) war ein deutscher Prähistoriker, provinzialrömischer Archäologe sowie Streckenkommissar der Reichs-Limeskommission, Gutsbesitzer und Kommunalpolitiker.

## Leben und Wirken
Der schon seit seiner Schulzeit von der römischen Antike begeisterte Winkelmann absolvierte 1870 als zweitbester des Landes Württemberg das Abitur. Anschließend studierte er – zunächst in Tübingen, seit 1871 in Straßburg – anfangs Philosophie, später Medizin. Das Studium musste er – bedingt durch eine Augenkrankheit – bald nach dem Physikum beenden. Stattdessen lernte er nunmehr Landwirtschaft. 1882 ließ er sich als Gutsbesitzer in Pfünz, einem Ortsteil der damals mittelfränkischen Gemeinde Walting nieder. Aus eigenen Mitteln finanzierte er dort ab 1884 erste Ausgrabungen des Kohortenkastells Pfünz, eines Grenzkastells des Raetischen Limes. Von 1892 bis 1902 war er örtlicher Streckenkommissar der Reichs-Limeskommission und führte außer in Pfünz auch Ausgrabungen im Kastell von Böhming durch. Nach der Beendigung der Aktivitäten der Kommission nahm er bis zu seinem Tode weitere Untersuchungen an den unterschiedlichsten vor- und frühgeschichtlichen Fundplätzen des Eichstätter Raums vor. 
1907 bekam er den Orden der Kommission zur Erforschung der Urgeschichte Bayerns, 1910 die Ehrendoktorwürde der Universität München verliehen. 1912 wurde er Konservator der archäologischen Sammlung des Historischen Vereins Eichstätt, dem er schon seit dessen Gründung im Jahre 1886 angehört hatte. Außer seinen Beiträgen zum Limeswerk publizierte er noch weitere Schriften zur bayerischen Vor- und Frühgeschichte.

## Schriften
- Das Kastell Pfuenz. In Ernst Fabricius, Felix Hettner, Oscar von Sarwey (Hrsg.): Der obergermanisch-raetische Limes des Roemerreiches Abteilung B, Band 7, Kastell Nr. 73, Petters, Heidelberg/Berlin/Leipzig 1901.
- Das Kastell Boehming. In Ernst Fabricius, Felix Hettner, Oscar von Sarwey (Hrsg.): Der obergermanisch-raetische Limes des Roemerreiches Abteilung B, Band 7, Kastell Nr. 73a, Petters, Heidelberg/Berlin/Leipzig 1907.
- Eichstätt. Sammlung des Historischen Vereins. (Kataloge west- und süddeutscher Altertumssammlungen Bd. 6). Baer, Frankfurt am Main 1926.
- Der rätische Limes. Von Kipfenberg bis zur Donau. (Nach den Untersuchungen des Streckenkommissars Joseph Fink und nach eigenen Aufnahmen bearbeitet von Friedrich Winkelmann und Ernst Fabricius). In Ernst Fabricius, Felix Hettner, Oscar von Sarwey (Hrsg.): Der obergermanisch-raetische Limes des Roemerreiches Abteilung A, Band 7. Petters, Heidelberg 1933.